# Бошко Бабич
Бошко Бабич (мак. Бошко Бабиќ; 16 січня 1924, Босанська-Градишка – 11 січня 1998, Прилеп) — македонський археолог.

## Біографія
Закінчив історію мистецтва в Белграді (1955), отримав ступінь доктора в Люблінському університеті, Польща (1980). Засновник Національного музею в Прилепі та його директор (1955–1980). Засновник і директор Інституту старослов'янської культури в Прилепі (1980–1989). Організовує кілька мистецьких колоній (скульптура в дереві та мармурі). Редактор журналу про культуру "Стремеж". Президент SADJ (1972–1976). Засновник компанії MAND (1970) і її перший президент. Налагоджує співпрацю з археологічними та консерваційними установами Польщі.

## Творчість
У багаторічній науково-дослідній діяльності залишив низку фахових праць. Лауреат вітчизняних та міжнародних нагород, відзнак та орденів. Окрім роботи за фахом, брав участь у загальному культурному житті Прилепа та за його межами. Також брав активну участь у роботі журналу "Стремеж", будучи багаторічним членом редколегії та певний період її головним редактором. Бошко Бабич також був першим президентом театральних ігор «Войдан Чернодринський». Він був автором кількох кіно- і телесценаріїв, репортажів і проектів.
У рамках міжнародного проекту «Енциклопедія ранньої історії Європи» був координатором від СФР Югославії.

## Зовнішні посилання
- Матеріали, присвячені Бошко Бабичу Архівовано 21 вересня 2020 року.